# Verdingkinder
Verdingkinder, smluvní děti nebo dětští námezdní dělníci byly ve Švýcarsku děti, které byly odebrány rodičům, často z důvodu jejich chudoby nebo z morálních důvodů (např. matka byla svobodná, velmi chudá, jenišského původu atd.), a poslány do nových rodin, často chudých zemědělců, kteří potřebovali levnou pracovní sílu. Mnohé z těchto dětí, dnes již dospělých, později vypověděly, že s nimi jejich noví rodiče a příbuzní zacházeli velmi špatně; zanedbávali je, bili a jinak fyzicky a psychicky týrali. Verdingkinder byly ve Švýcarsku běžný jev až do 60. let 20. století.

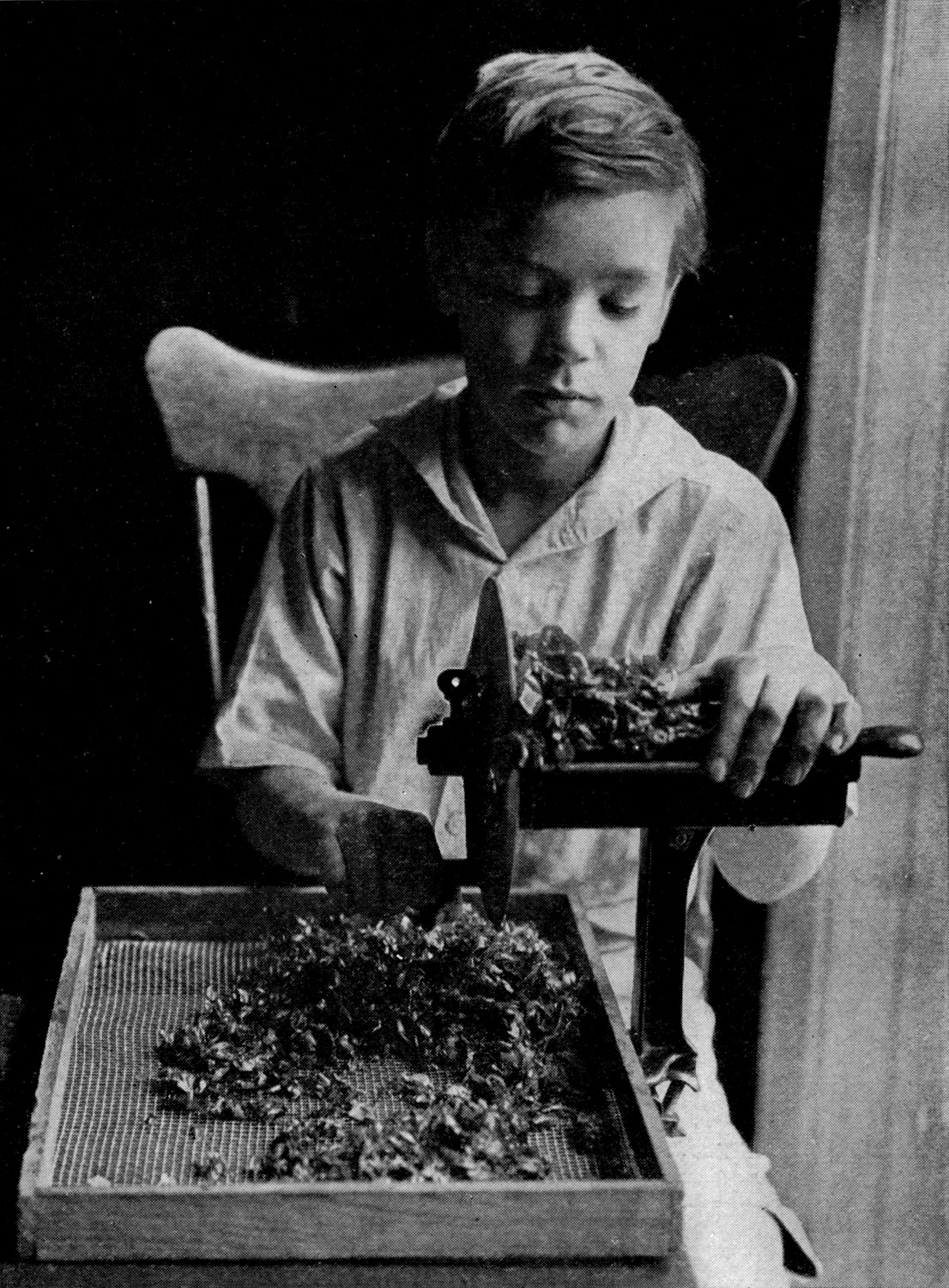
Dítě krájející listy švýcarského mangoldu před sušením na sporáku nebo na slunci, Švýcarsko, 1917

## Historie
Vyšetřování historika Marca Leuenbergera přineslo zjištění, že v roce 1930 bylo v zemi asi 35 000 nezaopatřených dětí; i když má podezření, že skutečný počet byl dvojnásobný. V letech 1920 až 1970 jich bylo do rodin nebo domovů umístěno údajně více než 100 000. Probíhaly aukce, v nichž byly děti podávány tomu zemědělci, který za ně od úřadů požadoval nejméně peněz (dotací), čímž si zajistil levnou pracovní sílu pro své hospodářství a zbavil úřad finanční zátěže spojené s péčí o toto dítě. Ve 30. letech 20. století tvořily děti mladší 15 let 20% všech zemědělských dělníků v kantonu Bern.
V dubnu 2014 byla zveřejněna petice Wiedergutmachungsinitiative za „odškodnění pro asi 10 000 žijících Verdingskinder ve výši přibližně 500 milionů švýcarských franků (asi 12 mld. Kč)". Tato petice získala 100 000 podpisů potřebných k tomu, aby se o ní rozhodlo v celostátním referendu.
Dne 11. dubna 2013 se švýcarská vláda oficiálně omluvila.

## V kultuře
V roce 2008 vydal Roland Begert (sám byl smluvním dítětem), svůj autobiografický román Lange Jahre fremd (Dlouholetý cizinec), kterým vyvolal ve Švýcarsku, kde před tímto fenoménem úřady i veřejnost zavíraly oči, rozruch. Begertův příběh vyprávěl o tom, jak byli znevýhodnění mladí lidé po válce, kdy byl nedostatek pracovních sil, násilně zaučováni a nasazováni na práci v průmyslu. V roce 2012 putovala po Švýcarsku výstava nazvaná Verdingkinder Reden (Smluvní děti promlouvají), která upozorňovala na osudy těchto dětí. Ve stejném roce byl do kin uveden celovečerní film Der Verdingbub (Chlapec z pěstounské rodiny), který se ve švýcarských kinech dostal na první místo v žebříčku návštěvnosti.